# Gay (Oklahoma)
Gay es una comunidad no incorporada en el condado de Choctaw, Oklahoma, Estados Unidos.

## Historia
Se estableció una oficina de correos en Lenton, territorio indio el 22 de octubre de 1901. Su nombre cambió a Gay, Oklahoma, el 28 de abril de 1908. La oficina de correos cerró el 31 de diciembre de 1932.
Se dice que la comunidad lleva el nombre de la ciudad de Gay, Georgia.
En el momento de su fundación, Lenton, más tarde Gay, estaba ubicado en el condado de Kiamitia, una parte del distrito Apukshunnubbee de la Nación Choctaw..

## Personas notables
- Pauline Short Robinson (1915-1997), primera bibliotecaria afroamericana en Denver, Colorado